# Rune Andréasson

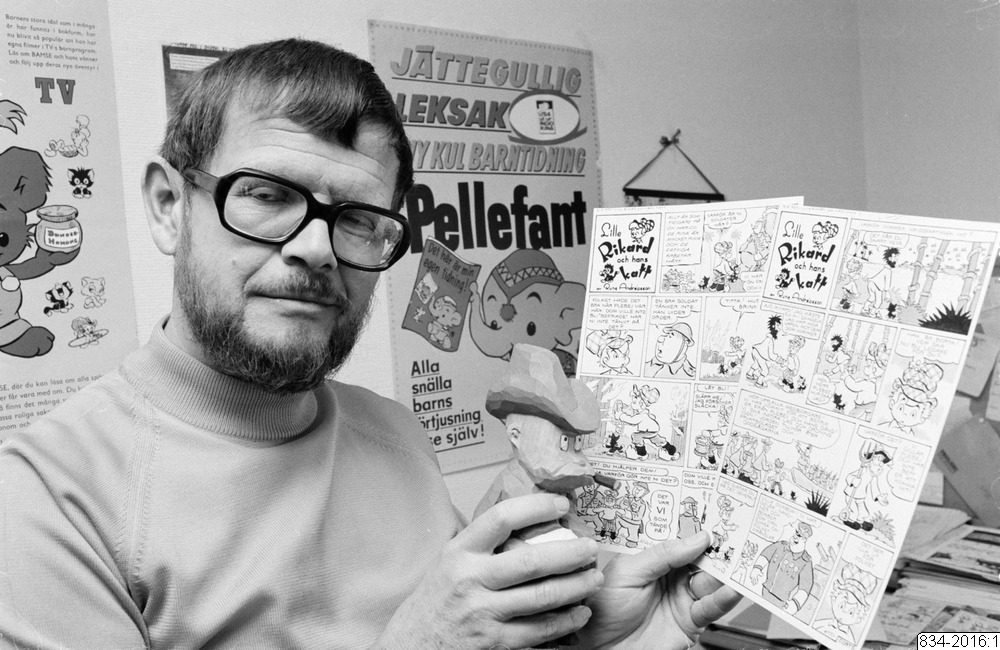
Rune Andréasson (1973)

Rune Andréasson (* 11. August 1925 in Lindome; † 15. Dezember 1999 in Viken) war ein schwedischer Comiczeichner und Trickfilmer. Er ist der Vater der Serie Bamse – Världens starkaste och snällaste björn.

## Karriere
Andréasson begann seine Karriere als Schauspieler und trat in zwei frühen Filmen von Ingmar Bergman auf. Er erkannte jedoch bald, dass seine Bestimmung das Zeichnen war. 1951 sammelte er erste Erfahrungen als Filmzeichner, indem er als Animateur für Bergmans Film Einen Sommer lang arbeitete. Im Jahr 1944 erschuf er seinen ersten Serienbär, Brum, dessen Serie Äventyr bland djuren („Abenteuer unter Tieren“) als Fortsetzungsreihe in Göteborgs-Posten erschien. Anfang der 1950er Jahre entstand der zweite Bär, Teddy, der später Modell stehen sollte für Bamse – mit dem Unterschied, dass Bamse nur dann stark ist, wenn er „dunderhonung“ („Rumpelhonig“) gegessen hat.
Im Jahr 1973 erhielt Bamse, den Andréasson sieben Jahre zuvor geschaffen hatte, eine eigene Serienzeitschrift. Er schrieb selbst das Manuskript aller Abschnitte bis zu seiner Pensionierung 1990. Abgesehen von den Umschlagsillustrationen übertrug er jedoch bereits 1975 das Zeichnen an den Spanier Francisco Tora, der als ungenannter Zeichner auftrat. Der Grund hierfür war, dass Andréasson die Möglichkeit haben sollte, das Manuskript von zwölf Ausgaben im Jahr zu schreiben und gleichzeitig die Zeichentrickfilme zu produzieren. 1983 erhielt Tora Unterstützung durch Bo Michanek als Zeichner der Bamse-Serie. Diese beiden waren die einzigen, die die Serie bis zur Pensionierung von Andréasson zeichneten. Während seiner gesamten Zeit bei Bamse gab Andréasson jedoch sehr deutliche Richtlinien, wie sie zeichnen sollten.
Ein Markenzeichen der Bamsezeitschriften unter Andréasson ist deren Einsatz für Bildung und Kultur, Gerechtigkeit und Solidarität. Die Zeitschrift wurde kritisiert für ihre linke Propaganda und die Darstellung von Kapitalisten als das Übel der Welt.

## Familie
Runes Familie war sehr in die Bamsezeitschriften und -filme involviert. Insbesondere in den Jahren von 1982 bis 1990 in denen das Familienunternehmen Rune A-serier die Zeitschrift im Haus der Familie in Viken produzierte.
Einige der Charaktere in der Bamseserie sind nach Familienmitgliedern von Andréasson benannt: die Tochter Viktoria war Namensgeber von Bamses Boot und Mutter, die Ehefrau Majvor von Bamses Tochter Nalla-Maja (die ursprünglich Nalle-Majvor heißen sollte, aber Bamse und Brummelisa fanden diesen Namen zu lang und kürzten ihn) und der Name des Sohns Olas tritt wieder auf bei Ola Grävling. Die Familie besteht des Weiteren aus zwei Söhnen, Dan und Pål.

## Gezeichnete Serien
- 1944–1967: Brum (in den ersten Jahren unter dem Titel Äventyr bland djuren, „Abenteuer unter Tieren“)
- 1945–1952: Åsnan Kal från Slottsskogen
- 1948–1950: Nicke Bock från Skansen
- 1950–1960: Teddys äventyr
- 1951–1972: Peter und sein Kätzchen (Lille Rikard och hans katt)
- 1954–1974: Pelefant (Pellefant) (fortgeführt durch einen anderen Serienzeichner)
- 1954–1967: Julbocken (und Fortsetzung von Nicke Bock från Skansen)
- 1954–1955: Rulle och Maja
- 1955: Kalle Bolund (Werbeserie)
- 1958–1960: Nalle ritar och berättar
- 1962–1965: Murre
- 1963: Lasse och Lena från Legoland (Werbeserie)
- 1966–1967: PelleJöns (Spin-off von Pelefant)
- 1966–1967: Nallarna (Spin-off von Pelefant)
- 1957: Pojken och Bergatrollet (publiziert in Illustrerade Klassikers Sagoserie #79)
- 1966–1992: Bamse (Tino Tatz) (ab 1975 nicht als Serienzeichner, ab 1990 lediglich als Umschlagsillustrator der Zeitschrift)
- 1973–1975: Habibu (Biserie i Bamse)
- 1976: Essbjörn (politische Serie, für Socialdemokraterna)

## Deutschsprachige Veröffentlichungen
- 1958–1961: Peter und sein Kätzchen (im Comicheft Kasperle, Zauberkreis Verlag, 121 Ausgaben)
- 1967–1974: Pelefant (vorher Bildermärchen, Bildschriftenverlag, 81 Ausgaben)
- 1992–1993: Tino Tatz (Bamse, Ehapa Verlag, erschienen von Januar 1992 bis Oktober 1993, 14 Ausgaben)

## Filmografie
Als Schauspieler
- 1948: Hamnstad
- 1948: Musik i mörker

Als Animator
- 1951: Einen Sommer lang (Sommarlek)

Als Manuskriptverfasser und Produzent
- 1958: Nalle ritar och berättar (eine Puppenserie in elf Abschnitten)

Als Animator, Manuskriptverfasser und Produzent
- 1966: Bamse (sechs schwarz-weiße Filme)
- 1972: Bamse (die ersten sieben Farbabschnitte)
- 1981: Bamse och den lilla åsnan (zwei Abschnitte)
- 1991: Bamse i Trollskogen (ein Abschnitt)